# Sara Cardin
Sara Cardin (Conegliano, 27 gennaio 1987) è una karateka italiana, campionessa mondiale nella specialità del kumite nel 2014 e tre volte campionessa europea (2010, 2014 e 2016) nella categoria di peso fino ai 55 kg.

## Biografia
Sara Cardin si è laureata campionessa del mondo di karate, nella specialità kumite nella categoria 55 kg, a Brema 2014 battendo in finale la francese Emilye Thouy per 3-2. È inoltre cintura nera 5º dan.
Si è appassionata al Karate quand'era molto piccola, prendendo a calci e pugni un sacco pieno di stracci e lenzuola che suo nonno Danilo, il suo più grande tifoso, le aveva appeso ad un albero del giardino di casa. Da lì è cominciato il suo cammino da atleta, che l’ha portata a diventare la più vincente Karateka della storia italiana, con un totale di 1 oro e 1 argento nel Mondiale, 4 ori europei e 20 titoli Italiani.
Dopo i primi successi della sua carriera in Italia, comincia a mettersi in mostra a livello internazionale nel 2007 quando vince il suo primo Campionato Europeo nella categoria Juniores.
Il mondo del Karate però arriva a conoscerla per la medaglia d’oro in specialità Kumite agli Europei di Atene del 2010 nella categoria 55 kg, dopo aver dimostrato un’esecuzione e una tecnica perfette: 28 punti inflitti, 0 subiti. Dopo pochi mesi raggiunge la finale del Campionato Mondiale Senior ma, con un punteggio di 0-0 contro l’avversaria, perde per preferenza arbitrale. 

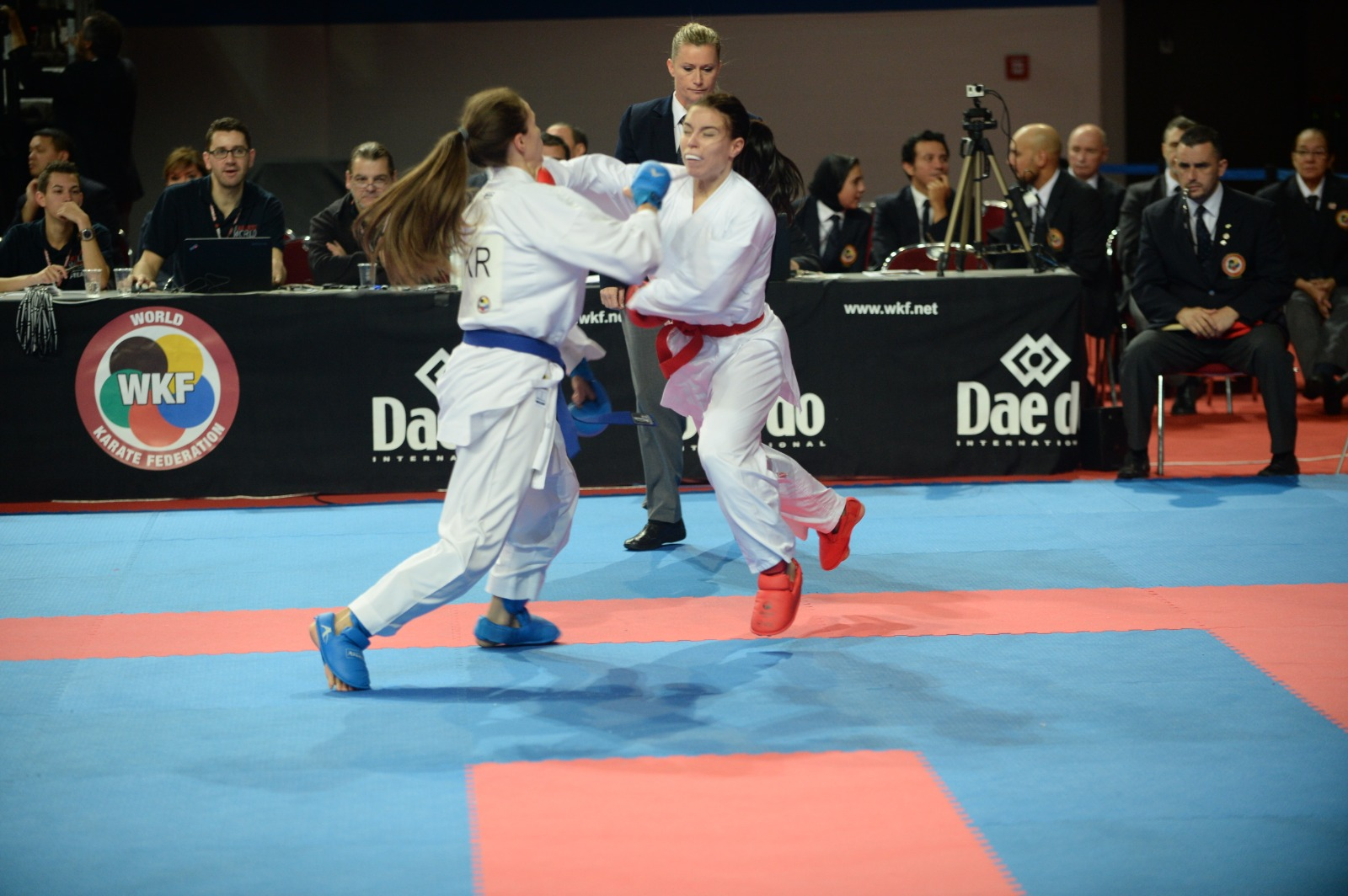

Nel 2013 conquista la medaglia d’argento negli Europei di Budapest, ma è il 2014 l’anno della rivincita che la vede diventare prima nel ranking mondiale. Infatti, dopo aver vinto il Campionato Italiano, conquista la medaglia d’oro ai Campionati Europei di Tampere. Poco dopo si arruola nell’esercito e conclude l’anno, diventando campionessa del mondo a Brema.
Torna al successo nel biennio 2016/2017 con un primo e un secondo posto ai Campionati Europei. Conquista l’argento nonostante uno strappo al polpaccio destro, che l'obbliga a combattere per tutta la gara da mancina.
Agli Europei di Novi Sad del 2018 conquista un bronzo individuale, dopo una gara molto tirata con la tedesca Bitsch, grazie ad uno juko a tredici secondi dalla fine dell’incontro che fissa il risultato definitivo sul 2/1. Nel corso della stessa rassegna si aggiudica la medaglia d’argento nel torneo a squadre. Dopo quattro anni dalla prima vittoria mondiale, torna ad essere la prima del ranking, vincendo nuovamente il “K Rosso”.
L’annuncio che a partire dai Giochi Olimpici di Tokyo 2020 il Karate entra ufficialmente a far parte delle discipline olimpiche, la convince a continuare la carriera.
Sempre nel 2018, durante un allenamento si rompe il legamento crociato anteriore della gamba sinistra. Dopo l’operazione e una riabilitazione record di 5 mesi e mezzo, ritorna in gara ad una tappa di Premier League ad Istanbul e arriva alla semifinale, al termine della quale decide con i tecnici di ritirarsi per evitare di danneggiare, con uno sforzo eccessivo, la gamba. Tra la fine del 2019 e l’inizio del 2020 ritorna a collezionare risultati in Premier League: un bronzo, un argento e un oro alla tappa di Salisburgo.
A causa della pandemia globale di COVID-19, a giugno 2020, saltano le qualificazioni all’Olimpiade di Tokyo.
Prima di entrare a far parte dell’esercito ha lavorato nei campi assieme a suo padre, come promotore finanziario per la CNA e nel frattempo ha insegnato per dieci anni ai bambini. Dopo tutti i risultati ottenuti nel corso della sua carriera continua ad insegnare, tenendo stage di Karate in giro per il mondo.

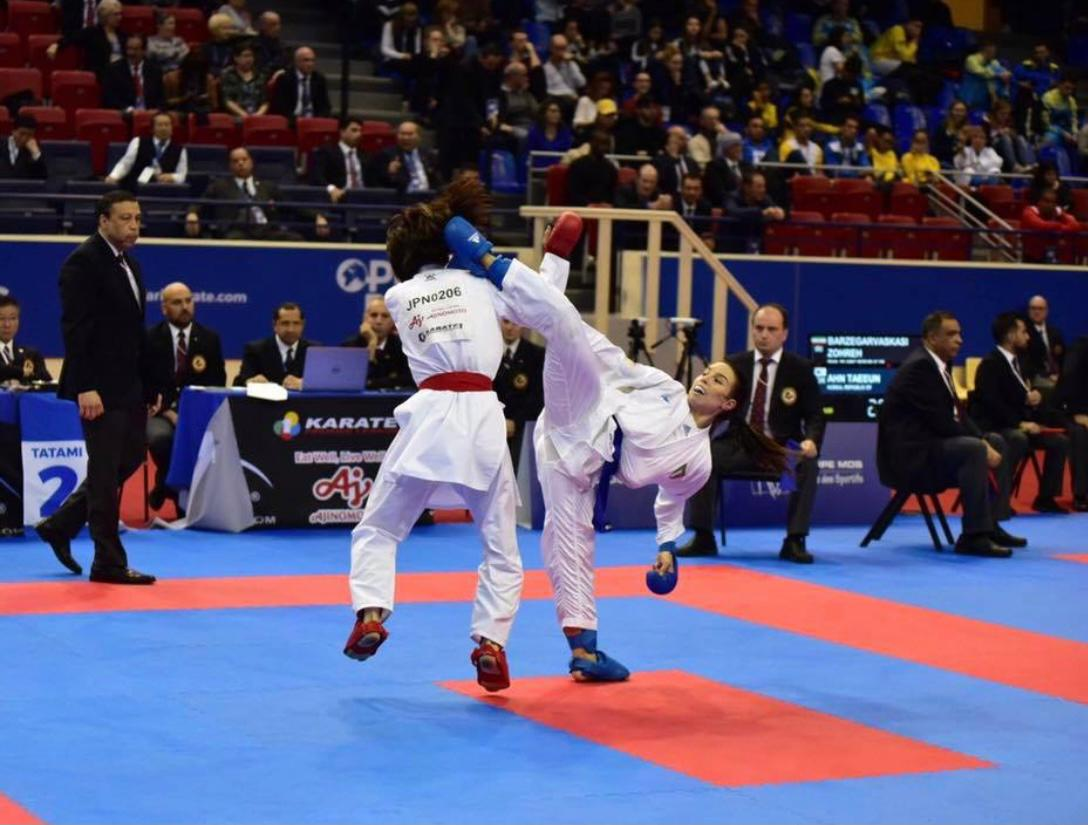

Nel 2018 è stata coinvolta dall’Esercito italiano, del quale lei è caporale maggiore, in una missione internazionale in Libano dove ha insegnato difesa personale a donne libanesi e di altri contingenti militari. Durante la missione ha inoltre insegnato Karate a studenti degli istituti scolastici di Naqura e Tibnin.
Oltre al calcio, di cui è tifosa, le piacciono le macchine sportive. Dopo aver fatto qualche gara sui kart a livello amatoriale, per divertimento, ha posato per Stefano Guindani con Lamborghini e ha realizzato delle partnership con Porsche.
Da sempre attiva nel sociale, è anche testimonial dell’associazione Fare x Bene Onlus e si batte contro ogni forma di violenza e discriminazione.  Con gli studenti ha un dialogo anche per il progetto “Allenarsi per il futuro”, attraverso il quale parla ai ragazzi di temi come resilienza, forza di volontà, spirito di adattamento e passione.
Ha lavorato come commentatrice per Sky Sport in occasione dei Giochi Olimpici Europei di Karate, tenutisi a Baku in Azerbaijan nel 2015.
Nel 2019 pubblica il suo primo libro Combatti! Ho scelto di vincere in cui si racconta a 360°, mostrando il lato umano del campione.

## Palmarès

### Mondiali
- Belgrado 2010: argento nella categoria -55 kg.
- Brema 2014: oro nella categoria -55 kg.

### Europei
- Atene 2010: oro nella categoria -55 kg.
- Budapest 2013: argento nella categoria -55 kg.
- Tampere 2014: oro nella categoria -55 kg.
- Montpellier 2016: oro nella categoria -55 kg.
- Kocaeli 2017: argento nella categoria -55 kg.
- Novi Sad 2018: argento nella gara a squadre, bronzo nella categoria -55 kg.

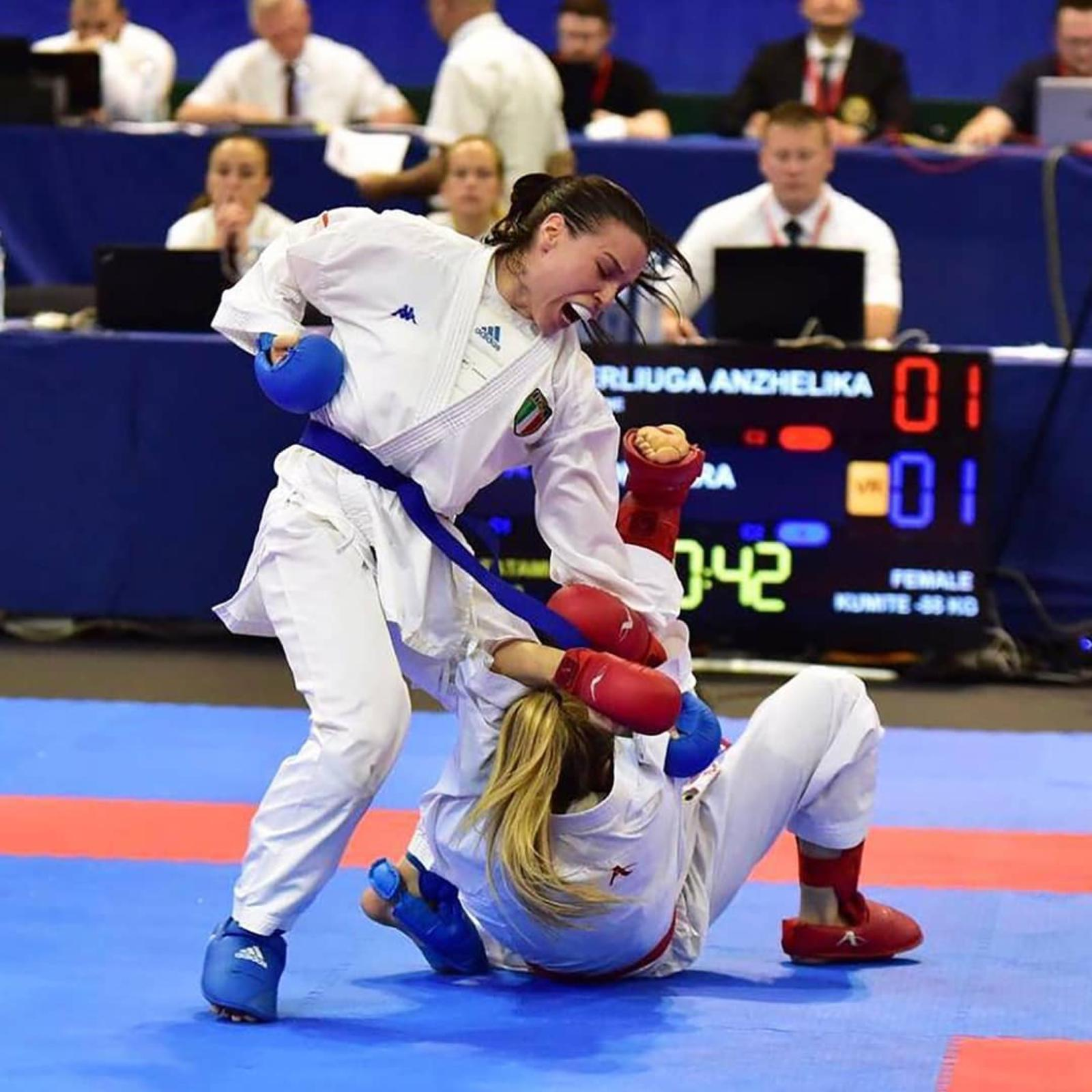

### Giochi del Mediterraneo
- Pescara 2009: argento nella categoria -50 kg.
- Tarragona 2018: bronzo nella categoria -55 kg.

### Campionati Italiani
- Lido Di Ostia 2017: oro nella categoria -55 kg.
- Lido Di Ostia 2016: oro nella categoria -55 kg.
- Siracusa 2014: oro nella categoria -55 kg.
- Lido di ostia 2014: oro nella categoria -55 kg.
- Lido di Ostia 2013: oro nella categoria -55 kg.
- Lido di Ostia 2012: oro nella categoria -55 kg.
- Lido di Ostia 2012: oro nella gara a squadre
- Bari 2011: oro nella categoria -55 kg.
- Biella 2010: oro nella categoria -55 kg.
- Perugia 2010: oro nella gara a squadre
- Lecce 2009: oro nella categoria -55 kg.
- Pisa 2008: oro nella categoria -55 kg.
- Jesolo 2007: oro nella categoria -55 kg.
- Lido di Ostia 2006: oro nella categoria -55 kg.
- Lido di Ostia 2005: oro nella gara a squadre
- Lido di Ostia 2005: oro nella categoria -50 kg.
- Lido di Ostia 2004: oro nella categoria -50 kg.
- Lido di Ostia 2003: oro nella categoria -50 kg.
- Lido di Ostia 2002: oro nella categoria -45 kg.
- Lido di Ostia 2001: oro nella categoria -50 kg.